# Liste der Baudenkmäler in Neufahrn in Niederbayern
Auf dieser Seite sind die Baudenkmäler in der niederbayerischen Gemeinde Neufahrn in Niederbayern zusammengestellt. Diese Tabelle ist eine Teilliste der Liste der Baudenkmäler in Bayern. Grundlage ist die Bayerische Denkmalliste, die auf Basis des Bayerischen Denkmalschutzgesetzes vom 1. Oktober 1973 erstmals erstellt wurde und seither durch das Bayerische Landesamt für Denkmalpflege geführt wird. Die folgenden Angaben ersetzen nicht die rechtsverbindliche Auskunft der Denkmalschutzbehörde.

## Baudenkmäler nach Ortsteilen

### Neufahrn
| Lage                      | Objekt                         | Beschreibung | Akten-Nr.     | Bild                       |
| ------------------------- | ------------------------------ | --- | ------------- | -------------------------- |
| Hauptstraße 22 (Standort) | Pfarrkirche Mariä Himmelfahrt  | Neubau in basilikaler Form 1937/38, vom Vorgängerbau (Chor romanisch, Langhaus 1620) den im Kern romanischen fünfgeschossigen Turm übernommen, schlichtes, weitgehend ungegliedertes Äußeres, Turm mit Lisenen und Putzbänderung, Treppengiebel und Satteldach wohl 16. Jahrhundert; mit Ausstattung, (Ausstattung der älteren Kirche übernommen). | D-2-74-153-1  | weitere Bilder             |
| Schloßweg 2 (Standort)    | Ehemaliges Schloss             | jetzt Hotel, zweigeschossige Vierflügelanlage um einen Innenhof, 16. Jahrhundert, über mittelalterlichem Grundriss, später verändert, Südwestecke mit fünfgeschossiger Turmstumpf, an der Südostecke Rundturm mit Kuppelhaube, darin ehemalige Schlosskapelle, Innenhof nördlich mit doppelgeschossigen Arkaden gegliedert; mit alter Ausstattung. | D-2-74-153-2  | weitere Bilder             |
| Aumühlweg 5 (Standort)    | Kleinhaus                      | eingeschossiger Flachsatteldachbau mit Kniestock in Blockbau, 18. Jahrhundert. | D-2-74-153-3  | Kleinhaus                  |
| Moosweg 4 (Standort)      | Ehemaliges Kleinbauernhaus     | zweigeschossiger verputzter Blockbau mit Flachsatteldachbau und Traufschrot, 18. Jahrhundert. | D-2-74-153-5  | Ehemaliges Kleinbauernhaus |
| Hauptstraße 74 (Standort) | Evangelisch-lutherische Kirche | und Gemeindezentrum, Friedenskirche, Notkirche, Holzständerkonstruktion mit Walmdach, Lichtgaden und anschließendem umlaufendem Pultdach, 1949–50 von Otto Bartning, mit brüderlicher Hilfe der lutherischen Kirche in Amerika errichtet; mit Ausstattung.                                                                                         | D-2-74-153-24 | weitere Bilder             |

### Asenkofen
| Lage                   | Objekt                     | Beschreibung | Akten-Nr.    | Bild                 |
| ---------------------- | -------------------------- | --- | ------------ | -------------------- |
| Haus Nr. 7 (Standort)  | Pfarrkirche St. Laurentius | Saalkirche in historistischen, neubarocken Formen, 1907/08 von Johann Schott, München, mit Lisenengliederung, nordwestlich Turm mit Geschossgliederung, Achteckaufsatz und Kuppelhaube; mit Ausstattung. | D-2-74-153-7 | weitere Bilder       |
| Haus Nr. 14 (Standort) | Ehemaliges Pfarrhaus       | zweigeschossiger Walmdachbau, 1728. | D-2-74-153-8 | Ehemaliges Pfarrhaus |

### Hebramsdorf
| Lage                  | Objekt                               | Beschreibung | Akten-Nr.     | Bild           |
| --------------------- | ------------------------------------ | --- | ------------- | -------------- |
| Haus Nr. 5 (Standort) | Filialkirche St. Johannes der Täufer | Saalkirche mit Westturm, Gliederung durch Lisenen und Putzbänderung, Turm mit Geschossgliederung und Treppengiebel, Anlage von 1730, über älterem Kern; mit Ausstattung. | D-2-74-153-10 | weitere Bilder |

### Hofendorf
| Lage                   | Objekt                  | Beschreibung | Akten-Nr.     | Bild           |
| ---------------------- | ----------------------- | --- | ------------- | -------------- |
| Haus Nr. 26 (Standort) | Pfarrkirche St. Andreas | Saalkirche mit eingezogenem Chor und Westturm, Gliederung durch Lisenen und Putzbänder, Westturm mit Geschossgliederung, Achteckaufsatz und Zwiebelkuppel, 1747 von Johann Georg Hirschstötter; mit Ausstattung. | D-2-74-153-11 | weitere Bilder |

### Neufahrnreut
| Lage                  | Objekt     | Beschreibung                                                                               | Akten-Nr.     | Bild       |
| --------------------- | ---------- | ------------------------------------------------------------------------------------------ | ------------- | ---------- |
| Haus Nr. 2 (Standort) | Bauernhaus | zweigeschossiger Satteldachbau mit Blockbau-Obergeschoss und Traufschrot, 19. Jahrhundert. | D-2-74-153-15 | Bauernhaus |

### Piegendorf
| Lage                  | Objekt                   | Beschreibung | Akten-Nr.     | Bild           |
| --------------------- | ------------------------ | --- | ------------- | -------------- |
| Haus Nr. 7 (Standort) | Filialkirche St. Andreas | Saalkirche mit eingezogenem Chor, Gliederung durch Lisenen und Putzbänder, südlich Chorflankenturm mit Geschossgliederung, Achteckaufsatz und Zwiebelkuppel, barocke Anlage von 1724; mit Ausstattung. | D-2-74-153-16 | weitere Bilder |

### Rohrberg
| Lage                   | Objekt                              | Beschreibung | Akten-Nr.     | Bild           |
| ---------------------- | ----------------------------------- | --- | ------------- | -------------- |
| Haus Nr. 17 (Standort) | Filialkirche St. Jakobus der Ältere | Saalbau mit einfacher Putzgliederung, 1715, östlich im Kern gotischer Chorturm mit kurzem Achteckaufsatz und Zwiebelkuppel; mit Ausstattung. | D-2-74-153-17 | weitere Bilder |

### Sankt Anna
| Lage                               | Objekt                       | Beschreibung                                                                 | Akten-Nr.     | Bild           |
| ---------------------------------- | ---------------------------- | ---------------------------------------------------------------------------- | ------------- | -------------- |
| Sankt Anna bei Wurmdorf (Standort) | Katholische Kapelle St. Anna | Hofkapelle, massiver Satteldachbau mit Dachreiter, um 1770; mit Ausstattung. | D-2-74-153-18 | weitere Bilder |

### Walpersdorf
| Lage                  | Objekt                 | Beschreibung | Akten-Nr.     | Bild           |
| --------------------- | ---------------------- | --- | ------------- | -------------- |
| Haus Nr. 7 (Standort) | Filialkirche St. Georg | kleiner Saalbau mit eingezogenem Chor, am Chor Gliederung durch Dachfries und Streben, westlich Dachreiter mit Spitzhelm, zweiten Hälfte 15. Jahrhundert; mit Ausstattung. | D-2-74-153-19 | weitere Bilder |

### Winklsaß
| Lage                   | Objekt                                 | Beschreibung | Akten-Nr.     | Bild           |
| ---------------------- | -------------------------------------- | --- | ------------- | -------------- |
| Haus Nr. 52 (Standort) | Filialkirche St. Petrus und St. Paulus | Saalkirche, weitgehend ungegliederter, schlichter Bau, westlich Dachreiter mit Zwiebelkuppel, erbaut 1701; mit Ausstattung. | D-2-74-153-20 | weitere Bilder |

### Winklsaßreuth
| Lage                  | Objekt                                             | Beschreibung | Akten-Nr.     | Bild                                               |
| --------------------- | -------------------------------------------------- | --- | ------------- | -------------------------------------------------- |
| Haus Nr. 1 (Standort) | Wohnstallhaus eines Vierseithofs mit Nebengebäuden | zweigeschossiger Flachsatteldachbau in Blockbauweise, Erdgeschoss teilweise verputzt, mit Giebel- und Traufschrot, Anfang 19. Jahrhundert; Nebengebäude, Austragshaus, eingeschossiger Satteldachbau mit Kniestock, bezeichnet 1897; Stadel, teilweise Blockbau, mit Satteldach, bezeichnet 1740, später teilweise verändert. | D-2-74-153-23 | Wohnstallhaus eines Vierseithofs mit Nebengebäuden |

## Ehemalige Baudenkmäler
In diesem Abschnitt sind Objekte aufgeführt, die früher einmal in der Denkmalliste eingetragen waren, jetzt aber nicht mehr. Objekte, die in anderem Zusammenhang also z. B. als Teil eines Baudenkmals weiter eingetragen sind, sollen hier nicht aufgeführt werden. Aktennummern in diesem Abschnitt sind ehemalige, jetzt nicht mehr gültige Aktennummern.

| Lage                               | Objekt          | Beschreibung | Akten-Nr.     | Bild            |
| ---------------------------------- | --------------- | --- | ------------- | --------------- |
| Neufahrn Hauptstraße 18 (Standort) | Kleinbauernhaus | erdgeschossig mit hohem Kniestock, verputzter Blockbau, wohl noch 17. Jahrhundert.                                                                         | D-2-74-153-4  | Kleinbauernhaus |
| Altensdorf Haus Nr. 28 (Standort)  | Bauernhaus      | eines Hakenhofs mit verputztem Blockbau-Obergeschoss, Traufschrot und Flachsatteldach, im Kern 17./18. Jahrhundert.                                        | D-2-74-153-6  | BW              |
| Ettenkofen Haus Nr. 2 (Standort)   | Ortskapelle     | erste Hälfte 18. Jahrhundert; mit Ausstattung. Kleiner Barockbau mit Dachreiter und Glocke. Die Kapelle wurde in den Jahren 2012–2013 umfassend renoviert. | D-2-74-153-14 | weitere Bilder  |
| Hofendorf Haus Nr. 28 (Standort)   | Kleinbauernhaus | erdgeschossiger getünchter Blockbau mit Kniestock und Flachsatteldach, Ende 17. Jahrhundert.                                                               | D-2-74-153-13 | BW              |
| Winklsaß Haus Nr. 9 (Standort)     | Einfirsthof     | mit Blockbau-Obergeschoss, 18. Jahrhundert. | D-2-74-153-21 | BW              |
| Winklsaß Haus Nr. 39 (Standort)    | Einfirsthof     | übertünchter Blockbau mit Traufschrot, noch 17. Jahrhundert.                                                                                               | D-2-74-153-22 | BW              |